# Eunidia ceylanica
Eunidia ceylanica là một loài bọ cánh cứng trong họ Cerambycidae.